# Stephanie Bice
Stephanie Irene Bice, nata Asady (Oklahoma City, 11 novembre 1973), è una politica statunitense, membro della Camera dei Rappresentanti per lo stato dell'Oklahoma dal 2021.

## Biografia
Nata ad Oklahoma City da padre iraniano e madre statunitense, Stephanie Asady si diplomò al Putnam City High School di Oklahoma, quindi studiò all'Oklahoma State University-Stillwater e successivamente lavorò come imprenditrice nel settore digitale.
Entrata in politica con il Partito Repubblicano, nel 2014 venne eletta all'interno del Senato dell'Oklahoma, la camera alta della legislatura statale, dove prestò servizio per i successivi sei anni.
Nel 2020 si candidò alla Camera dei Rappresentanti contro la deputata democratica in carica da un solo mandato Kendra Horn. Quest'ultima era stata eletta due anni prima sconfiggendo a sorpresa il deputato repubblicano in carica Steve Russell in un distretto congressuale che era considerato una roccaforte repubblicana, in cui un democratico non veniva eletto da quarantaquattro anni. Quella tra la Bice e la Horn fu identificata come una delle sfide più combattute della tornata elettorale e alla fine la Bice prevalse di misura divenendo deputata. Stephanie Bice divenne inoltre la prima persona di origini iraniane ad essere eletta al Congresso.

## Vita privata
Si è sposata nel 1996 con Geoffrey Bice. Hanno due figlie e vivono a Edmond, in Oklahoma. Bice è cattolica e frequenta la St. Eugene Catholic Church a Oklahoma City.